# Jennifer Nicks
Jennifer Nicks (née le 13 avril 1932 à Brighton en Angleterre – morte le 21 août 1980 à Delta en Colombie-Britannique), est une patineuse artistique britannique de couple.
Elle a fait équipe avec son frère John Nicks avec qui elle a remporté les championnats d'Europe et du monde en 1953.

## Biographie

### Carrière sportive
Jennifer Nicks partage le même amour pour le patinage sur glace que son frère John Nicks. Issus d'une famille sportive (leurs parents pratiquaient l'athlétisme), cela leur a permis de transformer cette inclination sportive en réalité. Ils vont pratiquer le patinage artistique en couple. Ils s'entraînent au Sports Stadium de Brighton sous la direction de Éric Hudson et Gladys Hogg.
Ils remportent le titre national britannique à six reprises entre 1948 et 1953.
Sur le plan international, ils remportent quatre médailles européennes sur leurs sept participations, et quatre médailles mondiales sur six participations. L'année 1953 marque leur consécration puisqu'ils remportent le titre européen à Dortmund et le titre mondial à Davos. Ils sont encore les seuls britanniques à avoir remporté une médaille d'or européenne et une médaille d'or mondiale dans la catégorie des couples.
Ils ont également représenté leur pays à deux olympiades: 8e aux Jeux de 1948 à Saint-Moritz, ils remontent à la 4e place des Jeux de 1952 à Oslo.
Ils quittent les compétitions sportives en juillet 1953 après leur titre mondial.

### Reconversion
Le couple décide de continuer le patinage avec les professionnels. Ils participent à de nombreux spectacles et compétitions professionnelles.
Jennifer Nicks décède d'une crise cardiaque le 21 août 1980 à l'âge de 42 ans.

## Palmarès
| Compétition                     | 1947 | 1948 | 1949 | 1950 | 1951 | 1952 | 1953 |  |  |  |  |  |  |  |
| Jeux olympiques d'hiver         |      | 8e   |      |      |      | 4e   |      |  |  |  |  |  |  |  |
| Championnats du monde           |      | 8e   | 6e   | 2e   | 3e   | 3e   | 1re  |  |  |  |  |  |  |  |
| Championnats d’Europe           | 6e   | 5e   | 6e   | 3e   | 3e   | 2e   | 1re  |  |  |  |  |  |  |  |
| Championnats de Grande-Bretagne |      | 1re  | 1re  | 1re  | 1re  | 1re  | 1re  |  |  |  |  |  |  |  |
|                                 |      |      |      |      |      |      |      |  |  |  |  |  |  |  |